# Skyshield
Lo Skyshield è un sistema di difesa antiaerea e antimissile a corto raggio realizzato dalla Oerlikon Contraves (ora sussidiaria della Rheinmetall).

## Descrizione
Lo Skyshield è l'evoluzione del sistema Skyguard e utilizza il cannone antiaereo Oerlikon Millennium qui costituisce a sua volta l'evoluzione del cannone Oerlikon 35 mm GDF.

## Utilizzatori
- Germania. Nel sistema "Nächstbereichschutzsystem MANTIS" tedesco acquisito dalla Bundeswehr nel 2011 è basato su questo sistema
- Indonesia [1]
- Sudafrica Consegna del sistema Skyshield nel 2015, con adeguamento del cannone Oerlikon 35 mm per l'uso di munizionamento AHEAD.